# Eden (gruppo musicale)
Gli Eden sono stati una boy band israeliana formata nel 1996 e attiva fino al 2001 composta da Doren Oren, Rafael Dahan e dai fratelli Gabriel ed Eddie Butler.

## Storia
Gli Eden si sono formati nel 1996 all'interno della comunità ebraica africana di Gerusalemme. Il loro nome viene da quello della figlia di Eddie Butler, che ha avuto con un'ex fidanzata.
Nel 1999 l'ente televisivo nazionale israeliano IBA li ha selezionati per rappresentare Israele all'Eurovision Song Contest 1999 con la canzone Yom Huledet. Nella finale del 29 maggio, che si è tenuta a Gerusalemme, gli Eden hanno totalizzato 93 punti, piazzandosi al 5º posto su 23 partecipanti. Sono risultati i secondi più televotati dal pubblico di Cipro, Francia e Polonia, nonché i terzi preferiti da Croazia, Germania e Spagna. L'album di debutto degli Eden, intitolato Yom Huledet, è uscito nel 2000 su etichetta discografica Hed Arzi Music.
Gli Eden si sono sciolti nel 2001. Eddie Butler ha rappresentato Israele all'Eurovision Song Contest 2006 come solista con la canzone Together We Are One.

## Discografia

### Album in studio
- 2000 – Yom Huledet

### Singoli
- 1999 – Yom Huledet